# Forfone
Forfone — бесплатное VoIP-приложение, которое позволяет пользователям совершать бесплатные звонки, отправлять мгновенные текстовые сообщения с фотографиями и текущим местоположением (геолокацией). Приложение не требует никакой дополнительной регистрации или учётной записи пользователя. Forfone позволяет получить прямой доступ ко всем мобильным и стационарным сетям по всему миру через Wi-Fi, LTE, 3G или UMTS.
Отправка Push-уведомления гарантирует 100 % доступ. Следовательно, чтобы отвечать на вызовы или получать сообщения, приложение не должно быть открыто или запущено в фоновом режиме. Приложение forfone совместимо с каждым iPhone, iPod touch или Android устройствами iOS 4.0 и выше и с Android 2.2 и выше. Forfone является VoIP приложением, которое делает интернет-телефонию простой и удобной, как и нормальное использование оператора мобильной связи.

## Безопасность данных
Самостоятельный венский научно-исследовательский институт SBA-research обнаружил уязвимость в безопасности приложений, которые в настоящее время находятся на рынке. Учёные не только смогли использовать учётные записи пользователей, но и присылать бесплатные сообщения с серверов проверенных приложений. Только в forfone и в трёх других приложениях не было возможно получить доступ к учётным записям пользователей, а также присылать и получать сообщения.